# Марга (коммуна)
Марга (рум. Marga, нем. Marga) — коммуна в Румынии, жудеца Караш-Северин в регионе Трансильвания, в исторической области Банат.
В состав коммуны входят сёла: Вама-Марга и Марга.
Расположена на северо-востоке жудеца Караш-Северин на расстоянии 305 км к юго-западу от Бухареста , 53 км северо-восточнее Решицы и 104 км к востоку от Тимишоара.

## Население
Население на 20 октября 2011 г. — 1151 человек. Плотность 21 чел./км². Площадь — 55,45 км². Большинство жителей — румыны (95,57 %), меньшинство — ромы (2,09 %).

## История
Примерно в 100—120 годах римляне на территории нынешней Марги построили каструм Маргум. Впервые упоминается в документах в 1470 году.
По Трианонскому договору с июня 1920 года Марга входила в состав Королевства Румыния.